# Sundgau

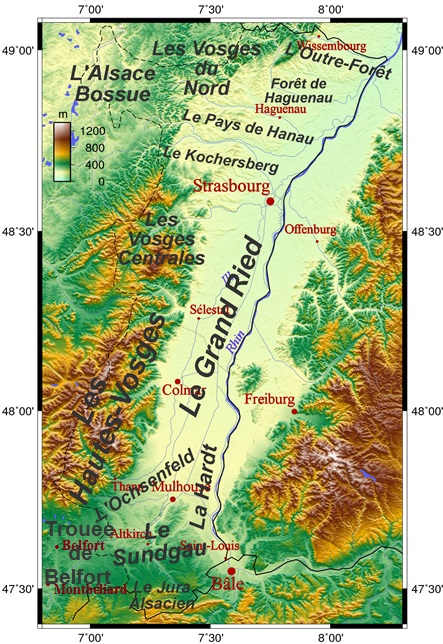
La posizione della regione naturale del Sundgau nell'Alsazia

Il Sundgau è un territorio situato nella parte meridionale de dipartimento dell'Alto Reno nella regione dell'Alsazia (Francia).
Il suo nome deriva dal tedesco alemanno (dall'unione dei termini sund, o "sud" e gau, o "contea"), con il significato di "contea del Sud". In francese antico era anche scritto come Sundgow.
Il centro principale è Altkirch, capoluogo di arrondissement  di cui fanno parti inoltre i cantoni di Dannemarie, di Hirsingue e di Ferrette, e che corrisponde quasi esattamente al territorio del Pays du Sundgau.
Il Sundgau confina a est con la valle del Reno, a sud con la Svizzera, ad ovest con il dipartimento del Territorio di Belfort nella regione della Franca Contea, a nord con le vallate dei fiumi Thur e Doller (affluenti del fiume Ill), che costituiscono il territorio del Pays Thur Doller (corrispondente all'arrondissement di Thann). È prossimo alle agglomerazioni di Mulhouse, Basilea, Thann-Cernay e Belfort-Montbéliard.

## Geografia
Si tratta di un territorio collinare, in un'area tettonica che ha parzialmente resistito allo sprofondamento della Fossa Renana, con rocce a dominante marnosa dell'Oligocene.
I rami principali della rete idrografica sono costituiti dai corsi del fiume Ill e del suo affluente Largue, che separano i rilievi. L'altitudine delle linee spartiacque si abbassa da sud (500 m s.l.m. ai pedi del massiccio del Giura) verso nord (300 m). I rilievi più elevati si trovano ad est, sullo spartiacque tra Reno e Ill, sebbene i Vosgi si trovino invece verso ovest. Storicamente fa parte del Sundgau anche un tratto della valle del fiume Reno.
Si divide in:
- Sundgau meridionale (altopiano percorso da numerose vallate)
- Sundgau settentrionale (al nord della linea Altkirch-Waltenheim)
- Sundgau ai piedi dei Vosgi (ad est della linea Heimsbrunn-Spechbach-le-Bas e del corso della Largue, zona pedimontana dei Vosgi
- tratto del Sundgau della vallata del Reno (tra Basilea e Mulhouse).

Alcuni geografi distinguono inoltre a parte la zona del Giura alsaziano, con le propaggini settentrionali della catena, di roccia calcarea, orientate in senso est-ovest, separate da depressioni di roccia marnosa dove scorrono i corsi d'acqua, i quali tuttavia passano dall'una all'altra depressione dirigendosi verso nord e la vallata del Reno e dando vita a fenomeni carsici.
Dal punto di vista amministrativo il Sundgau coincide con l'arrondissement di Altkirch, suddiviso nei cantoni di Altkirch, di Dannemarie, di Ferrette e di Hirsingue.
Nel 2001 è stato definito il progetto del Pays du Sundgau, territorio di progetto fondato sulla volontà locale ai sensi della legge Voynet del 1999.
I comuni del Sundgau si sono inoltre raggruppati in otto comunità di comuni: della Porta d'Alsazia (33 comuni), del Giura alsaziano (24 comuni), del settore d'Illfurth (10 comuni), della valle della Largue (9 comuni), d'Altkirch (4 comuni), del cantone di Hirsingue (11 comuni), della valle dell'Hundsbach (12 comuni)`e dell'Ill e Gersbach (9 comuni).

## Storia
L'uomo fece la sua apparizione nella regione del Sundgau circa 500.000 anni fa. Sono stati rinvenuti resti risalenti al Paleolitico e al Neolitico (ripari sotto roccia del Männlefelsen a Oberlang). Nell'età del bronzo erano presenti popolazioni che praticavano l'incinerazione. Nell'età del ferro era presente un villaggio fortificato del Britzgyberg a Illfurth.
Nel I secolo a.C. vi erano stanziati i Sequani, che avevano come centro principale l'oppidum di Vesontio (oggi Besançon). Dal 70 a.C. furono in conflitto con gli Edui, loro vicini, contro i quali chiesero l'aiuto dei mercenari germanici di Ariovisto, i quali finirono per installarsi nella regione. I Sequani si rivolsero allora ai Romani e Cesare sconfisse Ariovisto nel 58 a.C. presso Cernay.
Dopo la conquista romana venne creata una fitta rete viaria nella regione,
Agli inizi del V secolo la regione fu occupata prima dagli Alemanni, che avevano oltrepassato il Reno, e quindi dai Franchi, dopo la vittoria ottenuta a Tolbiac nel 496. Il Sundgau fece parte del ducato di Alsazia, nel regno di Austrasia. Con i Merovingi venne introdotto inoltre il cristianesimo.
Il ducato venne suddiviso da Pipino il Breve in due entità amministrative: a nord la contea del Nordgau e a sud quella del Sundgau, separate approssimativamente dal medesimo confine che oggi divide i dipartimenti del Basso e dell'Alto Reno.
Nel IX e X secolo, a partire da Liutfrido II, la contea di Sundgau venne amministrata dai discendenti della famiglia degli Eticonidi, che erano in precedenza stati duchi di Alsazia.
A partire dal 1125 il Sundgau fu in possesso dei conti di Ferrette, a partire da Fréderic I, figlio di Thierry I di Montbéliard, che aveva ereditato le terre paterne nell'Alsazia meridionale. L'ultimo discendente, Ulrico III, morto senza eredi maschi nel 1324, lasciò la contea a sua figlia Giovanna, che sposò nello stesso anno il duca Alberto II d'Asburgo.
Sotto il ducato d'Austria la regione divenne parte dell'Austria Anteriore, amministrata da un gran balivo che risiedeva a Ensisheim, suddivisa in quattro baliati (Landser, Thann, Altkirch e Ferrette.
La regione non fu toccata dalla Riforma protestante e restò fedele alla fede cattolica degli Asburgo, ma agli inizi del XVI secolo fu interessata dalla guerra dei contadini tedeschi che erano contrari all'abolizione del diritto tradizionale, a trasmissione orale, e all'adozione del diritto romano che i signori avevano desiderato introdurre. La nobiltà feudale ne uscì indebolita ed ebbero invece grande sviluppo le comunità cittadine: molte dimore rinascimentali sono di questo periodo.
Nel 1632, a seguito della guerra dei Trent'anni gli svedesi, alleati dei francesi, invasero la regione, con saccheggi e incendi e scatenando una rivolta contadina presto domata. Nel 1634 gli svedesi cedettero le piazzeforti conquistate ai francesi. Dopo la fine del conflitto con la pace di Vestfalia del 1648, il Sundgau, che aveva subito grandi distruzioni, entrò a far parte della Francia. La contea di Ferrette nel 1659 venne accordata dal re di Francia Luigi XIV al cardinale Giulio Mazzarino.
Agli inizi del Settecento lo sviluppo dell'agricoltura e l'inizio delle manifatture tessili portò ad un nuovo periodo di prosperità, ma nella seconda metà del secolo la situazione economica e sociale, a causa della fiscalità troppo pesante e del ripetersi di carestie, si degradò nuovamente.
Durante la Rivoluzione francese ci furono violenze, soprattutto a causa dell'impopolarità dei nobili, e rivolte anti-ebraiche che spinsero gli ebrei a rifugiarsi a Basilea o a Mulhouse. Nel 1790 il Sundgau fu compreso nel dipartimento dell'Alto Reno e la città di Altkirch divenne capoluogo distrettuale.
Nell'Ottocento l'agricoltura rimase la principale risorsa economica del territorio, sebbene vi venissero impiantate anche alcune industrie.
Nel 1871 a seguito della guerra franco-prussiana e della battaglia di Sedan gran parte del Sundgau, insieme al resto dell'Alsazia venne annesso alla Germania: restò invece francese una parte del territorio che faceva parte dell'attuale Territorio di Belfort (oggi dipartimento della regione della Franca Contea).
La regione fu nuovamente interessata dai combattimenti durante la prima guerra mondiale, a partire dall'agosto del 1914 (battaglia del Moulin de la Caille, presso Montreux-Vieux e Montreux-Jeune): i francesi fecero saltare il ponte della ferrovia che oltrepassava il fiume Largue e il fronte si estese dai Vosgi alla frontiera con la Svizzera, con fortificazioni, ripari, trincee e linee ferroviarie a scartamento ridotto. Le popolazioni prossime alla linee del fronte, che spesso subivano i colpi di artiglieria, vengono evacuate verso i villaggi più lontani.
Nel 1918 il Sundgau ritornò nuovamente alla Francia e si passa dall'obbligo di parlare tedesco all'obbligo di parlare francese.
Dopo l'annuncio dell'entrata in guerra della Francia contro la Germania nella seconda guerra mondiale, e l'evacuazione dei centri abitati più vicini al confine del fiume Reno, le armate tedesche invasero il territorio francese il 15 giugno del 1940 e il Sundgau ritornò tedesco e vi fu nuovamente proibito esprimersi in francese. La toponomastica viene cambiata. Ebrei e nordafricani vengono espulsi e i giovani sono arruolati nell'esercito tedesco e nelle SS. Dal Sundgau numerosi giovani che vogliono sottrarsi alla leva forzosa fuggono in Svizzera (18 giovani che tentavano di espatriare vennero fucilati il 12 febbraio del 1943 a Ballersdorf).
Il Sundgau venne liberato dal generale Jean de Lattre de Tassigny nel novembre del 1944, a partire dal comune di Seppois-le-Bas. Nel secondo dopoguerra fu necessario un periodo di ricostruzione e si ebbe una forte crescita economica, con la diminuzione degli impiegati in agricoltura e lo sviluppo del terziario.

## Economia
Il Sundgau resta una regione fortemente agricola, con un tessuto di attività soprattutto tradizionali. Ci sono poli urbani importanti nelle vicinanze e attirano i flussi per il commercio e i servizi. Le qualifiche dei lavoratori sono basse, ma le rendite sono abbastanza elevate, grazie al pendolarismo transfrontaliero.
Le infrastrutture sono scarse e le imprese preferiscono installarsi nei vicini poli urbani, in ragione soprattutto della chiusura del territorio.

## Trasporti
In prossimità passano vie di comunicazione importanti (le autostrade A36, tra Belfort e Mulhouse, e A35, tra Mulhouse e Basilea). La rete stradale vera e propria del Sungau è tuttavia poco moderna: il territorio è attraversato dalla strada dipartimentale D419 (tratto dell'ex strada nazionale 19) da est a ovest, e dalla strada dipartimentale D432 (ex strada nazionale 432).
I progetti in discussione riguardano le circonvallazioni per evitare l'attraversamento di alcuni centri abitati e il prolungamento della via rapida da Dornach fino a Altkirch.
La linea ferroviaria Parigi-Basilea serve il Sundgau, con fermate nelle stazioni di Dannemarie, di Altkirch e di Illfurth. I treni regionali sono abbastanza frequenti e sono utili per i pendolari che lavorano a Mulhouse o a Belfort.
In passato esistivano anche altre linee ferroviarie che attraversavano il territorio: una linea tra Dannemarie e Pfetterhouse serviva la valle della Largue e raggiungeva quindi la rete svizzera tramite Bonfol e Porrentruy: il servizio passeggeri venne interrotto nel 1965 verso Pfetterhouse e nel 1970 Bonfol. Anche la valle dell'Ill era servita da una linea ferroviaria. Dei treni raggiungevano Ferrette e Hirtzbach e il servizio dei viaggiatori fu interrotto nel 1953 tra Altkirch e Ferrette e nel 1990 tra Altkirch e Hirtzbach.. Una linea andava da Waldighofen, dove agli inizi del Novecento si erano installate delle industrie, a Blotzheim. Tutte queste linee ferroviarie, dismesse per mancanza di passeggeri, sono rimpiazzate oggi da piste ciclabili.
Il canale Rodano-Reno, realizzato nel 1824 tra i fiumi Rodano e Reno, attraversa il Sundgau, passando per Montreux-Vieux, Dannemarie e Illfurth. Attualmente è poco utilizzato per fini commerciali a causa della ridotta larghezza ed è piuttosto destinato a imbarcazioni da diporto.
Il progetto di un grande canale tra il Reno e la Saona, che doveva passare per il Sundgau, è stato abbandonato per le proteste degli agricoltori e della associazioni ambientaliste del territorio.

## Turismo
A partire dal 2000 nel territorio si sono create diverse infrastrutture per lo sviluppo del turismo "verde":
la pista ciclabile della Largue (da Manspach a Seppois-le-Bas) è stata prolungata con un ulteriore tratto di 4 km da Seppois-le-Haut fino a Pfetterhouse e la Svizzera, inaugurato nel 2007.
La ciclostrada n.6 da Nantes a Budapest usufruisce della pista ciclabile che costeggia il canale Rodano-Reno tra Brunnstatt e Dannemarie e in prolungamento di questa un tratto dell'alzaia del canale è stato sistemata a pista ciclabile tra Wolfersdorf e Montreux-Château (nel Territorio di Belfort).

## Luoghi di interesse
- Castello di Ferrette, al di sopra della cittadina, che fu residenza dei conti di Ferrette a partire da Fréderic I, menzionato come tale già dal 1144 e costruito sui resti di una torre di osservazione romana. Incendiato nel 1635 durante la guerra dei trent'anni venne restaurato solo nella parte inferiore. Il castello venne venduto alla famiglia Zuber, industriali tessili di Mulhouse
- Castello di Morimont, nel comune di Oberlang, la cui esistenza è attestata nel 1271, quando fu donato dal conte di Ferrette al vescovo di Basilea. Distrutto da un terremoto nel 1356, venne ricostruito dai Morimont, vassalli dei conti di Ferrette. Nel 1582 passò ai conti d'Ortenbourg Salamanca. Fu distrutto durante la guerra dei trent'anni nel 1637 e donato nel 1641 alla famiglia Vignacourt. Servì come cava di materiali fino al 1864.
- Castello di Landskron, a Leymen, costruito prima del 1297, ingrandito nel 1516 e ristrutturato da Vauban dopo il 1665 per accogliervi una guarnigione militare e come prigione di stato. Fu distrutto nel 1813 da austriaci e bavaresi nella guerra contro Napoleone. Dal 1984 è di proprietà dell'associazione "Pro-Landskron" e vi sono stati intrapresi lavori di restauro.
- Mulino di Hundsbach
- Abbazia di Lucelle (Lucis Cella) antica abbazia cistercense fondata dai signori di Montfaucon nel 1123, una nuova chiesa in stile gotico vi fu costruita nel 1346, interamente riservata ai monaci. Danneggiata durante la guerra dei trent'anni e da un incendio nel 1699, fu ricostruita con ricco arredo barocco. Fu chiusa dalla Rivoluzione francese nel 1792 e in parte demolita tra il 1801 e il 1804.
- Chiesa romanica di Feldbach
- Chiesa romanica di Altkirch
- Chiesa di Saint-Martin-des-Champs trecentesca a Oltingue
- Cappella di Notre-Dame di Grunenwald a Ueberstrass, con statua lignea quattrocentesca, oggetto di pellegrinaggio
- Cappella della Santa Croce (Sainte Croix) a Seppois-le-Haut, oggi centro culturale e sede espositiva
- Museo del Sundgau di Altkirch
- Villaggio fiorito di Hirtzbach
- Casa della natura a Altenach